# Rheumaptera scotaria
Rheumaptera scotaria är en fjärilsart som beskrevs av George Francis Hampson 1907. Rheumaptera scotaria ingår i släktet Rheumaptera och familjen mätare. Inga underarter finns listade.